# Paro Wars
Paro Wars (パロウォーズ) est un jeu vidéo de tactique au tour par tour appartenant à la série de jeux vidéo Parodius, développé par  Konami, sorti sur PlayStation en 1997 (avec la réédition en tant que le titre de Konami the Best en décembre 1999).